# تادي باستت
تادي باستت أو تادي باست أو تادو باستت، هي ملكة مصرية قديمة غير حاكمة أو زوجة ملك، عاشت في أواخر عصر الاضمحلال الثالث والأسرة الثانية والعشرين.

## التعرف عليها
وهي معروفة لنا فقط من نقش على تميمة صغير على شكل درع برأس الإلهة سخمت وجد في بوباسطة وموجود الآن في متحف اللوفر، ويقول النقش الذاكر للملكة تادي باستت عليها «أم الإله والزوجة الملكية تادي باستت ليتها تحيا»، وبجانب هذا النقش نقش آخر يقول «ابن الشمس، أوسركون، إلى الأبد» وبالتالي فإن ملكاً يسمى أوسركون يعتقد أنه ابنها.
وهناك العديد من الملوك المعروفين حملو اسم أوسركون، ولكن الوحيد بينهم الذين لم يكن معروفاً اسم أمه هو أوسركون الرابع، والآن أصبح مقبولاً في الأوساط العلمية أن الملكة تادي باستت هي أم الملك أوسركون الرابع.
وعلى هذا الأساس، فإن الملكة تادي باستت كانت زوجة للملك ششنق الخامس من الأسرة الثانية والعشرين، والذي كان أباً وسلفاً على العرش للملك أوسركون الرابع، ولكن هذه السلاسة في تحديد أم الملك والملك وزوجها تصطدم بوجود «ملك الظل» المسمى بادوباست الثاني الذي يتم وضع حكمه في بعض الأحيان بين ششنق الخامس وأوسركون الرابع.